# Liste der Biografien/Meyer, L
Liste der Biografien |
Portal Biografien |
L Personensuche
# |
A |
B |
C |
D |
E |
F |
G |
H |
I |
J |
K |
L |
M |
N |
O |
P |
Q |
R |
S |
T |
U |
V |
W |
X |
Y |
Z |
?
 
Ma |
Mb |
Mc |
Md |
Me |
Mf |
Mg |
Mh |
Mi |
Mj |
Mk |
Ml |
Mm |
Mn |
Mo |
Mp |
Mq |
Mr |
Ms |
Mt |
Mu |
Mv |
Mw |
Mx |
My |
Mz
 
Mea–Mee |
Mef |
Meg |
Meh |
Mei |
Mej |
Mek |
Mel |
Mem |
Men |
Meo |
Mep |
Mer |
Mes |
Met |
Meu |
Mev |
Mew |
Mex |
Mey |
Mez
 
Meyb |
Meyd |
Meye |
Meyf |
Meyg |
Meyh |
Meyi |
Meyj |
Meyk |
Meyl |
Meyn |
Meyo |
Meyp |
Meyr |
Meys |
Meyt |
Meyz
 
Meyen |
Meyer
 
Meyer, A |
Meyer, B |
Meyer, C |
Meyer, D |
Meyer, E |
Meyer, F |
Meyer, G |
Meyer, H |
Meyer, I |
Meyer, J |
Meyer, K |
Meyer, L |
Meyer, M |
Meyer, N |
Meyer, O |
Meyer, P |
Meyer, R |
Meyer, S |
Meyer, T |
Meyer, U |
Meyer, V |
Meyer, W |
Meyer, Y |
Meyer, Z |
Meyerb |
Meyerd |
Meyere |
Meyerf |
Meyerh |
Meyeri |
Meyerl |
Meyerm |
Meyern |
Meyero |
Meyerr |
Meyers
Die Liste der Biografien führt alle Personen auf, die in der deutschsprachigen Wikipedia einen Artikel haben. Dieses ist eine Teilliste mit 42 Einträgen von Personen, deren Namen mit den Buchstaben „Meyer, L“ beginnt.

## Meyer, L

### Meyer, La
- Meyer, Lambert (1855–1933), deutscher Priester und Bischöflicher Offizial
- Meyer, Lars (* 1989), deutscher Basketballspieler
- Meyer, Laura (* 1981), Schweizer Managerin
- Meyer, Laurent (1870–1945), deutscher Politiker
- Meyer, Laurenz († 1868), Schweizer Unternehmer und Politiker
- Meyer, Laurenz (* 1948), deutscher Politiker (CDU), MdL, MdB

### Meyer, Le
- Meyer, Lea (* 1997), deutsche LeichtathletinLea Meyer (* 1997)

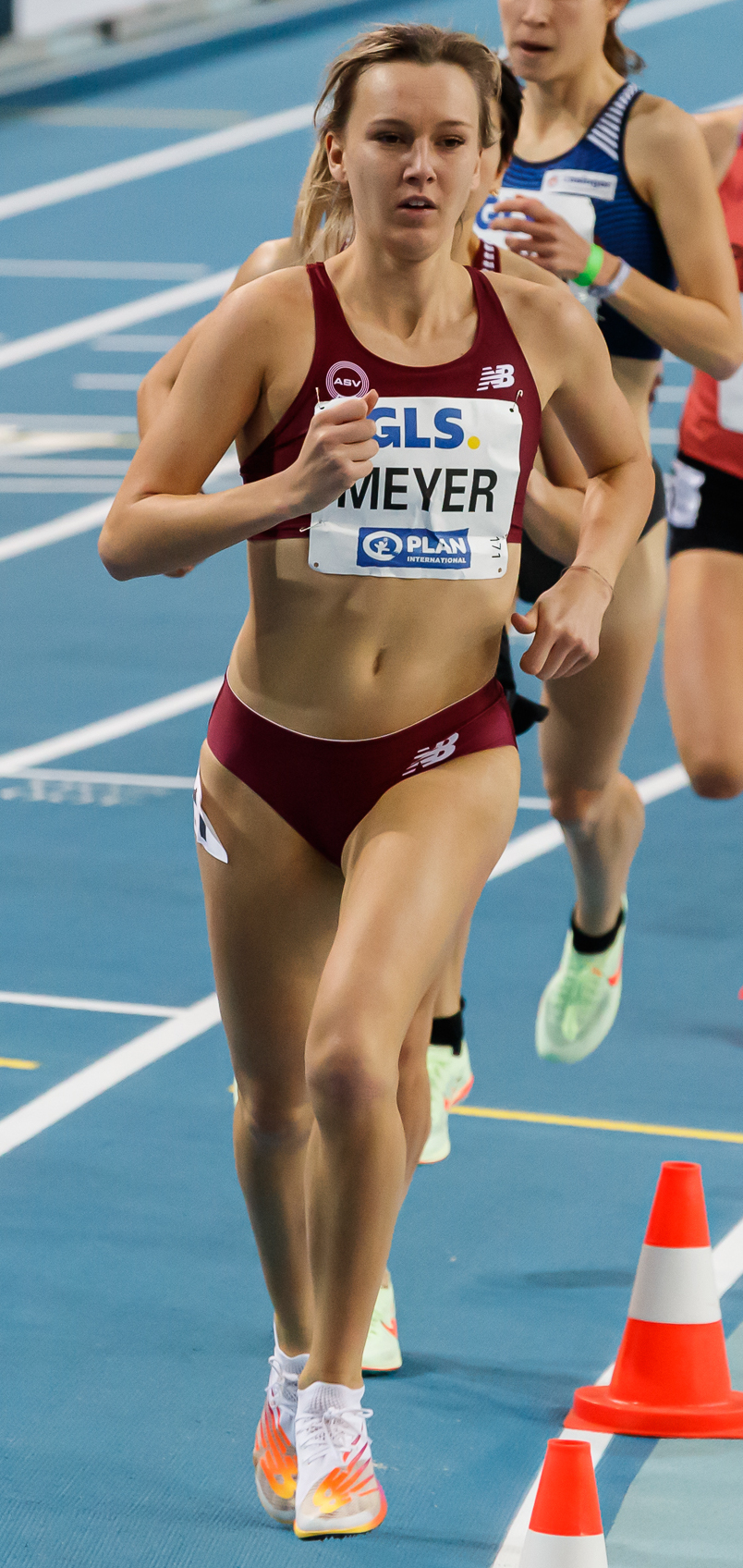
Lea Meyer (* 1997)

- Meyer, Leny (* 2004), Schweizer Fussballspieler
- Meyer, Leo (1830–1910), deutscher Linguist und Hochschullehrer
- Meyer, Leo (1891–1953), deutscher Vieh-, Getreide- und Futtermittelhändler
- Meyer, Leo (1891–1942), deutscher Filmverleiher, Filmproduzent und Produktionsleiter
- Meyer, Léo (* 1997), französischer Volleyballspieler
- Meyer, Léon (1868–1948), französischer Politiker, Minister und Bürgermeister
- Meyer, Leonardo Villanueva (1891–1981), peruanischer Architekt
- Meyer, Leopold von (1816–1883), österreichischer Pianist und Komponist

### Meyer, Li
- Meyer, Liborius, deutscher Rechtswissenschaftler, Ratssekretär der Hansestadt Lübeck und Hochschullehrer in Köln und Rostock
- Meyer, Lina (* 1984), deutsche Volleyballspielerin
- Meyer, Linus (* 1992), deutscher Fußballspieler

### Meyer, Lo
- Meyer, Loren (* 1972), US-amerikanischer Basketballspieler
- Meyer, Lorenz (1497–1564), Schweizer Reformator
- Meyer, Lorenz (* 1948), Schweizer Jurist, Bundesrichter
- Meyer, Lothar (1830–1895), deutscher Arzt und ChemikerLothar Meyer (1830–1895)

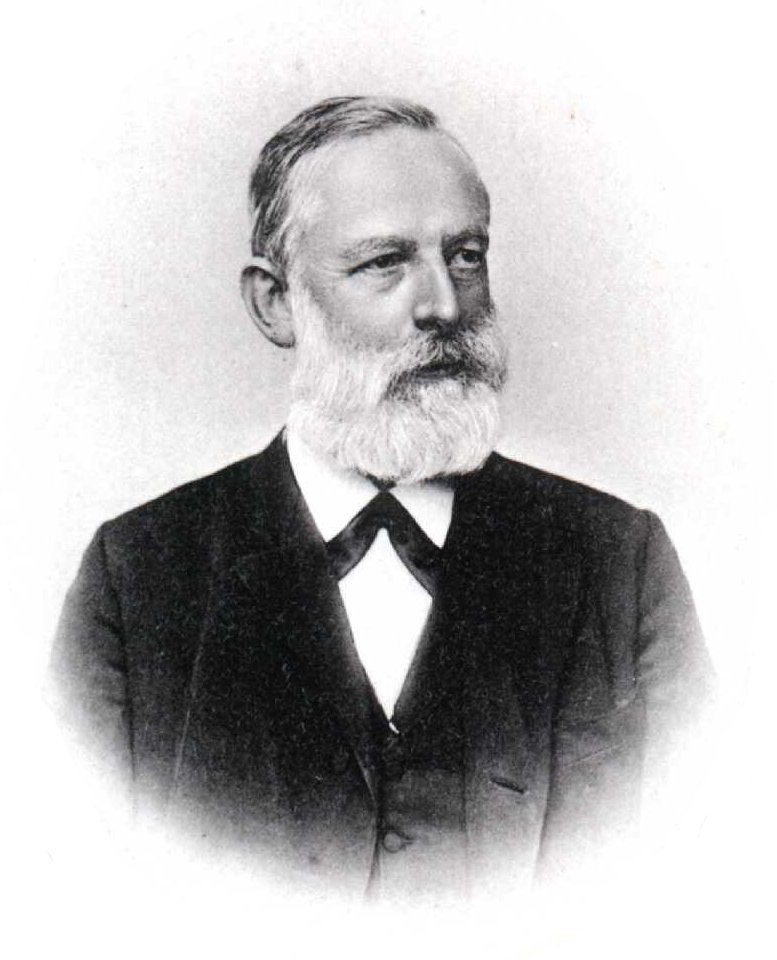
Lothar Meyer (1830–1895)

- Meyer, Lothar (1934–2002), deutscher Fußballspieler
- Meyer, Lothar (1943–2019), deutscher Manager
- Meyer, Lotte (1909–1991), deutsche Schauspielerin
- Meyer, Louis (1802–1889), deutscher Kaufmann und Politiker
- Meyer, Louis (1868–1939), deutsch-französischer Politiker
- Meyer, Louis Ephraim (1821–1894), Bankier in Hannover

### Meyer, Lu
- Meyer, Luc (* 1968), französischer Geistlicher, römisch-katholischer Bischof von Rodez
- Meyer, Ludwig (1587–1663), Schweizer Statthalter, Landvogt und Ritter
- Meyer, Ludwig (1800–1877), deutscher Landwirt und Politiker
- Meyer, Ludwig (1827–1900), deutscher Psychiater; Hochschullehrer und Rektor in Göttingen
- Meyer, Ludwig (1857–1938), deutscher Rittergutsbesitzer und Politiker, MdR
- Meyer, Ludwig (1886–1957), deutscher Kommunalpolitiker (SPD)
- Meyer, Ludwig (1925–1991), bayerischer Politiker (CSU), MdL und Landrat
- Meyer, Ludwig Ferdinand (1879–1954), deutsch-israelischer Kinderarzt
- Meyer, Ludwig Franz (1894–1915), jüdischer Dichter
- Meyer, Ludwig Heinrich (1798–1855), deutscher Pastor
- Meyer, Luis Carlos (1916–1998), kolumbianischer Sänger und Komponist
- Meyer, Luis de (* 1903), argentinischer Radrennfahrer
- Meyer, Lukas (* 1964), deutscher Philosoph

### Meyer, Ly
- Meyer, Lyn (* 1994), deutsche Fußballspielerin